# Gunung Kayeemeujanggot
Gunung Kayeemeujanggot är en kulle i Indonesien.   Den ligger i provinsen Aceh, i den västra delen av landet, 1 500 km nordväst om huvudstaden Jakarta. Toppen på Gunung Kayeemeujanggot är 76 meter över havet.
Terrängen runt Gunung Kayeemeujanggot är varierad.Runt Gunung Kayeemeujanggot är det ganska tätbefolkat, med 62 invånare per kvadratkilometer. I omgivningarna runt Gunung Kayeemeujanggot växer i huvudsak städsegrön lövskog.